# Better Off Dead (filme)
Better Off Dead (bra Minha Vida É um Desastre) é um filme estadunidense de 1985, do gênero comédia romântica, dirigido por Savage Steve Holland.